# Acacallis (genre)
Genre
Classification phylogénétique
Acacallis est un genre végétal de la famille des Orchidaceae, sous-famille des Epidendroideae , regroupant plusieurs espèces d'orchidées épiphytes d'Amérique du Sud. Certaines de ces espèces ont été replacées dans le genre Aganisia .

## Distribution
Les membres de ce genre se rencontrent au Brésil, au Venezuela, au Pérou et en Colombie.

## Étymologie
Le nom d'Acacallis vient d'Acacallis, princesse de la mythologie grecque, fille de Minos et de Pasiphaé.

## Synonymes
- Kochiophyton : Schlechter 1906
- Warreella : Schltr. 1914
- Aganisia: Lindley 1839

## Liste des espèces
- Acacallis coerulea (Rchb. f.) Schltr. 1918 (synonyme de Aganisia fimbriata Rchb.f.)
- Acacallis cyanea Lindl. 1853 (Perou; Venezuela) (synonyme de Aganisia cyanea (Lindl.) Rchb.f)
- Acacallis fimbriata (Rchb. f.) Schltr. 1918 (Perou; Venezuela) (synonyme de Aganisia fimbriata Rchb.f)
- Acacallis hoehnei (Hoehne) Schltr. 1918 (synonyme de Aganisia cyanea (Lindl.) Rchb.f.)
- Acacallis oliveriana (Rchb. f.) Schltr. 1914 (synonyme de Aganisia fimbriata Rchb.f.)
- Acacallis rosariana V.P.Castro & da Silva 2001

## Galerie

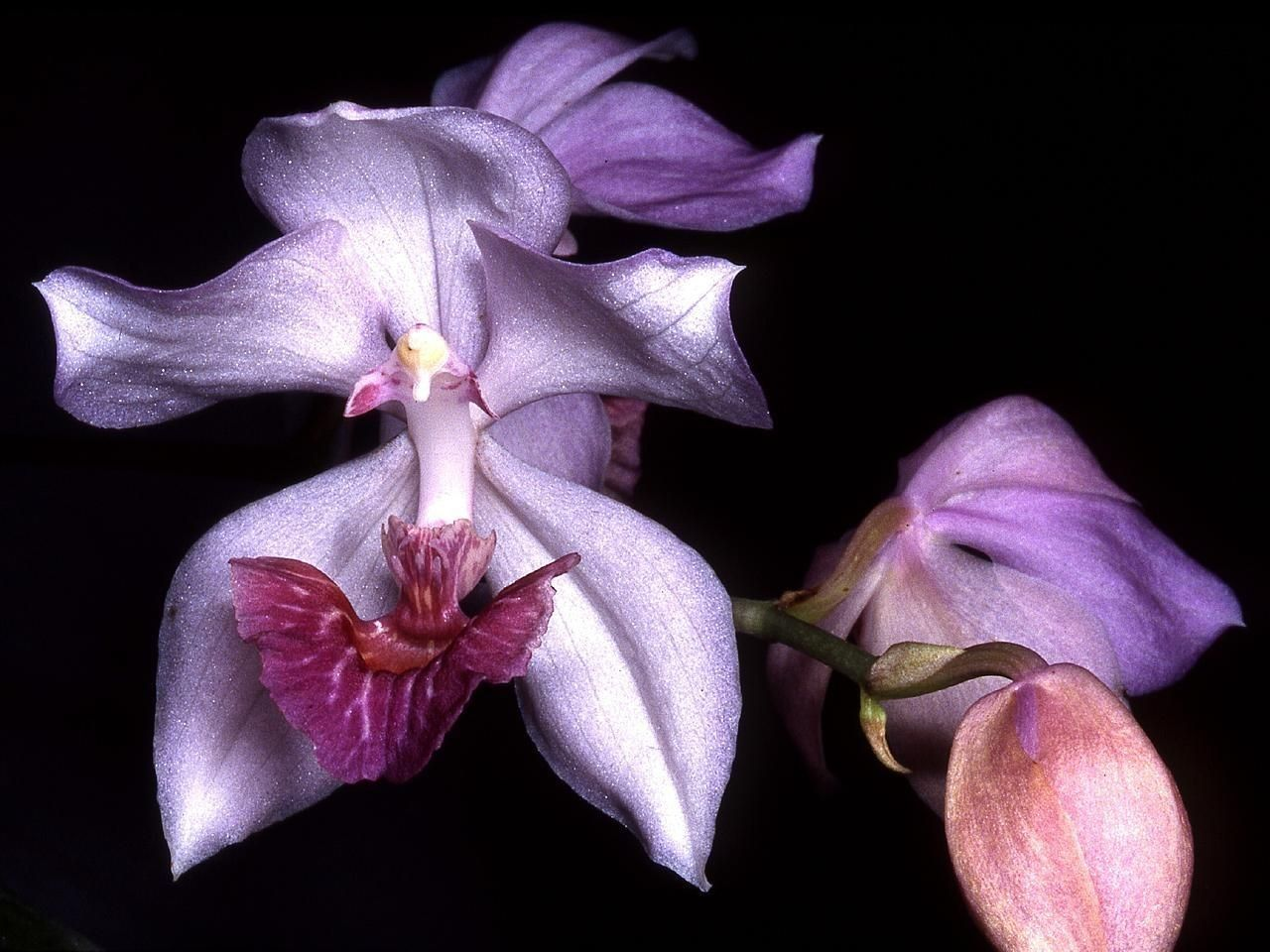
Acacallis cyanea = Aganisia cyanea